# Sokoły (Pisz)
Pour les articles homonymes, voir Sokoły.
Sokoły est un village polonais de la gmina de Biała Piska, dans le powiat de Pisz, voïvodie de Varmie-Mazurie, au nord-est du pays.